# لارا جان تشوروستيكي
لارا جان تشوروستيكي (بالإنجليزية: Lara Jean Chorostecki)‏ (من مواليد 24 سبتمبر 1984 في برامبتون، كندا) هي ممثلة كندية.اشتهرت بدور فريدي لاوندز في المسلسل التلفزيوني الأمريكي الرعب والإثارة النفسي هانيبال.

## روابط خارجية
- لارا جان تشوروستيكي على موقع IMDb (الإنجليزية)
- لارا جان تشوروستيكي على موقع قاعدة بيانات الفيلم (الإنجليزية)